# Everything Burns
Az Everything Burns Anastacia amerikai énekesnő és Ben Moody amerikai gitáros duettje. A dal a Fantastic Four című, 2005-ben bemutatott film betétdala, és szerepel a filmzenealbumon (Fantastic 4: The Album), valamint Anastacia első, Pieces of a Dream című válogatásalbumán, amelynek első kislemeze. Videóklipjét Antti Jokinen rendezte, és a Los Angeles-i Culver Studiosban forgatták 2005. április 30-án és május 1-jén.
Moody 2008-ban Hana Pestle-lel is felvette a dalt Mutiny Bootleg E.P. című lemezére.

## Számlista
1. Everything Burns (Album Version) - 3:43
2. Everything Burns (Instrumental) - 3:43
3. Everything Burns (Video Mix) - 3:44
4. Everything Burns (videóklip) - 3:44

## Helyezések
| Slágerlista (2005)              | Legmagasabb helyezés |
| ------------------------------- | -------------------- |
| Ausztrál kislemezlista          | 33                   |
| Belga kislemezlista             | 41                   |
| Dán kislemezlista               | 11                   |
| Görög kislemezlista             | 6                    |
| Holland Top 40                  | 7                    |
| Német kislemezlista             | 11                   |
| Olasz kislemezlista             | 2                    |
| Osztrák kislemezlista           | 6                    |
| Spanyol kislemezlista           | 3                    |
| Svájci kislemezlista            | 3                    |
| USA Billboard Top 40 Mainstream | 1                    |
| Új-zélandi kislemezlista        | 24                   |